# Marca (anches)
Pour les articles homonymes, voir Marca.
Marca France (également Manufacture d'anches et roseaux de la Côte d'Azur ou M.A.R.C.A.) est une manufacture d'anches simples fondée en 1957 par Franco Guccini. La famille Guccini exploite depuis cinq générations la canne de Provence sauvage (arundo donax) dans le Var et a gagné une expertise reconnue auprès des musiciens dans le monde entier. 
En 2012, la maison est reprise par deux petit-fils de son fondateur, Nicolas Righi et Lionel Maurel.
En 2018, la maison Marca exporte 98 % de sa production d'anches de clarinette et saxophone dans 72 pays et est un acteur majeur de la manufacture des anches.
La maison Marca a reçu le label Entreprise du patrimoine vivant.

## Produits
La maison Marca fabrique différents modèles d'anches qui  couvre la famille de la petite clarinette en mi bémol à la clarinette contrebasse et du saxophone sopranino au saxophone basse :
- « Supérieure », modèle standard pour toutes les clarinettes et les saxophones
- « Premium », « Tradition », anches réalisées dans des cannes de gros diamètre
- « Excel », coupe particulière
- « Jazz », coupe spécifique filed ou unfiled pour saxophones
- « American Vintage », coupe américaine  pour clarinette si bémol et saxophones
- « Primo », anches pour débutants pour clarinette si bémol et saxophones
- modèle « Paolo De Gaspari », anches pour clarinette basse conçues avec le clarinettiste basse Paolo De Gaspari[6]
- « R57 », modèle économique réalisé dans des cannes de couleur hors norme

La maison Marca propose également des accessoires:
- coupe-anches Cordier